# Marina Grande (Capri)
Marina Grande je glavna luka otoka Capri u Italiji, sjeverno od glavnog grada Caprija i u podnožju planine Monte Solaro.

## Povijest
Marina Piccola, na južnoj obali otoka, starija je od Marine Grande; a koristili su je August i Tiberije. Marina Grande je drevna ribarska luka, a Rimljani su je koristili kao luku tijekom augustovskih vremena. U blizini su izgradili Palazzo a Mare. Tiberije je utvrdio i pojačao Marinu Grande. Capri je također bio prva točka u Kampaniji u kojoj su se Grci iskrcali, a za žene na Capriju još uvijek se kaže da "još uvijek ponekad pokazuju izrazito grčke crte". U sedmom je stoljeću biskup Costanzo umro u blizini Marine Grande i postao svetac zaštitnik otoka; Chiesa di San Costanzo nalazi se između Marine Grande i Anacaprija.

## Geografija
Marina Grande nalazi se na sjevernoj strani otoka. Putovanje između Marine Piccola i marine Grande odvija se kruženjem oko caprijskuh Faraglionija. Prije 1928. godine pristajanje se odvijalo izravno u zaljevu, ali se od tada razvio u luku i ljetovalište s znamenitom plažom koja je najveća na otoku. Mali trg gleda na luku okružen "karakterističnim kućama Caprija, koje su tipične po terasama, balkonima, otvorenim galerijama i raznobojnim pročeljima grada, osvijetljenim "pompejanskom crvenom", koja je jedna od najintenzivnije note boja duž cijele napuljske obale." Grad karakteriziraju i strme terasaste padine s mediteranskom florom. Korintski kapitel leži na visokom postolju na kraju zapadnog pristaništa, što svjedoči o rimskoj prisutnosti na tom području.

## Prijevoz
Brodovi prometuju između Marine Grande i Napulja na kopnu, a također i na izletima za posjet Plavoj špilji. Uspinjača, žičara kojom upravlja SIPPIC, povezuje luku s Piazzettom u središtu grada; kao i autobus s Anacaprijem.

## Turizam
Značajni hoteli uključuju Villa Marina Capri, Hotel Excelsior Parco Capri, Relais Maresca i Hotel Bristol. Ristorante Pizzeria Lo Zodiaco nalazi se na obali luke. Sredinom rujna na Marini Grande održava se godišnji festival u čast Madonne della Libera.

## Vanjske poveznice
- Marina Grande
- Vozni red trajekta Napulj - Capri i druge luke
- Marina Grande di Capri Grupa šarenih kuća, dom ribara s Caprija i najveća plaža na otoku.

Hoteli
- Web stranica JK Place Capri
- Web stranica Villa Marina Capri